# Охтирка (річка)
Охти́рка — річка в Україні, у межах Охтирського району Сумської області. Ліва притока Ворскли (басейн Дніпра).

## Опис
Довжина річки 28 км. Долина коритоподібна. Заплава в верхній течії та у пригирловій частині заболочена. Річище слабозвивисте, влітку у верхів'ї пересихає. Споруджено кілька ставків.

## Розташування
Охтирка бере початок на південний схід від села Кудрявого. Тече переважно на північний захід, місцями на захід (зокрема в межах міста Охтирки). Впадає до Ворскли на захід від Охтирки.

## Цікаві факти
- У центральній частині міста Охтирки річка робить коліноподібний закрут. Власне в цьому місці у XVII ст. була споруджена Охтирська фортеця, яка дала початок місту.